# هریتیج پاینز (فلوریدا)
هریتیج پاینز (به انگلیسی: Heritage Pines) یک منطقهٔ مسکونی در ایالات متحده آمریکا است که در فلوریدا واقع شده‌است. هریتیج پاینز ۲٬۱۳۶ نفر جمعیت دارد و ۷٫۹۲ متر بالاتر از سطح دریا واقع شده‌است.